# Мишкиняй (Тракайский район)
Мишкиняй (Лесники, лит. Miškiniai) — деревня в Тракайском старостве, в Тракайском районе Вильнюсского уезда Литвы. Располагается в 2 км от Старого Тракая.

## Физико-географическая характеристика
Через деревню проходит Петербурго-Варшавская железная дорога, а также в ней находится ЖД станция под названием «Miškiniai».
В деревне есть 3 улицы:
1. Geležinkelio gatvė (Ул. Железнодорожная)
2. Miško gatvė (Ул. Лесная)
3. Pamiškės gatvė (Ул. Прилесная)

## Население
| 1959                           | 1970 | 1979 | 1989 | 2001 | 2011 |
| ------------------------------ | ---- | ---- | ---- | ---- | ---- |
| 91                             | 114  | 119  | 114  | 105  | 54   |
| Гистограмма динамики населения |      |      |      |      |      |